# Leopold Friedrich von Hofmann

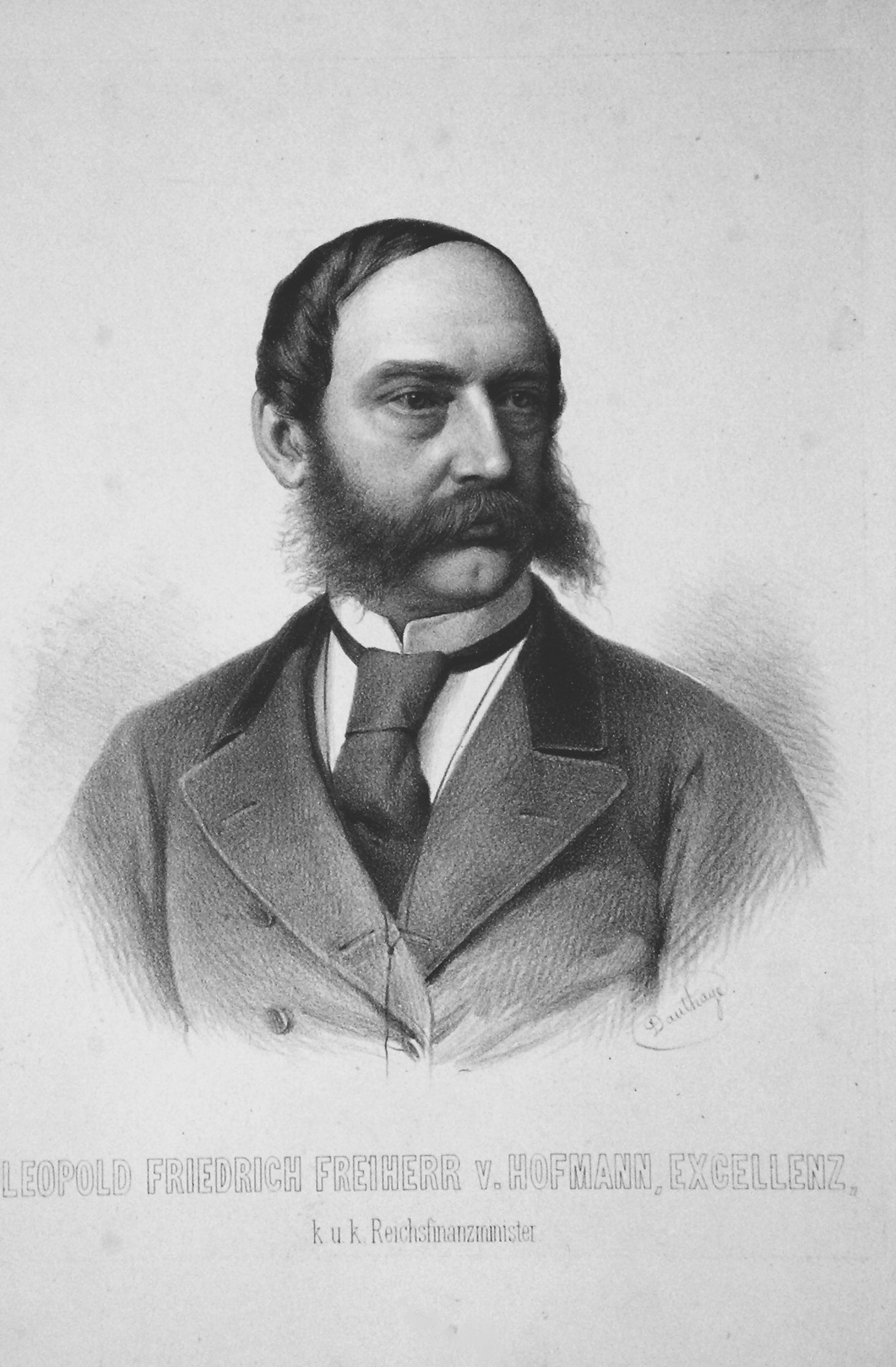
Leopold Friedrich von Hofmann, Lithographie von Adolf Dauthage, ca. 1865

Leopold Friedrich Freiherr von Hofmann (* 4. Mai 1822 in Wien; † 24. Oktober 1885 ebenda) war ein österreichischer Diplomat, Minister und Generalintendant am Hoftheater Wien. Er entstammte einer Familie des Reichritterstandes, die ursprünglich aus dem Breisgau stammte, und aus der mehrere Mitglieder seit dem 18. Jahrhundert für den Reichshofrat oder die Reichskanzlei tätig waren. Bereits sein Großvater Ignaz von Hofmann ist Hofrat gewesen.

## Leben
Leopold Friedrich von Hofmann studierte von 1840 bis 1844 in Wien die Rechte und trat 1842 beim österreichischen Landgericht in den Staatsdienst. 1845 wurde er Konzeptsbeamter in der Staatskanzlei, 1847 Attaché bei der Gesandtschaft in Bern, 1848 dem deutschen Büro des auswärtigen Ministeriums zugeteilt und 1851 zu Missionen nach Dresden und Berlin in der deutschen Frage verwendet.
1856 habilitierte er sich als Dozent für deutsches Staats- und Bundesrecht an der Wiener Universität. Nachdem er 1857 zum Ministerialsekretär und 1859 zum Legationsrat befördert worden war, wurde er 1865 dem Statthalter von Holstein, Gablenz, als Adlatus zugeteilt.
1869 wurde er Sektionschef im auswärtigen Ministerium und erhielt die Preßleitung als Departement. Daraufhin nannten ihn die Wiener kurz „Sectionschef v. Hofmann“. Er gehörte der Kommission für die Organisation der Wiener Weltausstellung 1873 an. Nach dem Tod Ludwig von Holzgethans wurde er 1876 zum k.u.k. gemeinsamen Reichsfinanzminister und zum Mitglied des Herrenhauses ernannt. Im Jahr 1878 wurde er zum Mitglied der Leopoldina gewählt. Im gleichen Jahr wurde von Hofmann mit dem chinesischen Drachen-Orden I. Klasse ausgezeichnet.
1879 wurde er nach der Annexionskrise als Gouverneur mit der Verwaltung von Bosnien und Herzegowina betraut. Doch nahm er schon am 8. April 1880 seine Entlassung als Minister, da er es als eifriger Freund der Künste und Wissenschaften vorzog, als Generalintendant an die Spitze des Wiener Hoftheaters zu treten.
Leopold Friedrich von Hofmann wohnte in einem für seine Verhältnisse bescheidenen Haus am Kleppersteig 4. Er zog nie in ein standesgemäßeres Domizil um, weil er „aus Pietät für seine verstorbene Mutter, die in demselben verschied, dieses, so lange er lebe, nicht verändern werde“.
Am 19. Oktober 1885 erkrankt Baron von Hofmann schwer an einem Magenleiden, was tags darauf bekannt wurde. Am Vortag hatte er noch die Aufführung des Zaubermärchens Der Verschwender im Burgtheater besucht. Die Ärzte stellten zunächst eine positive Prognose. Am Nachmittag verschlechterte sich sein Zustand, und er fiel teilweise in Bewusstlosigkeit. Kaiser Franz Joseph I. ließ sich zweimal am Tag Bericht über den Gesundheitszustand des Generalintendanten erstatten. Auch andere Mitglieder des Hofes, darunter Kronprinz Rudolf und seine Frau Kronprinzessin Stephanie, erkundigten sich nach seinem Befinden. Am 24. Oktober wurde ein beunruhigendes ärztliches Bulletin veröffentlicht: „Die Nacht sehr unruhig verbracht, die Kräfte sind geschwunden, die Athmung wird unregelmäßig, der Puls kaum fühlbar, Erscheinungen, welche das schlimmste befürchten lassen.“ Am gleichen Tag verstarb Leopold Friedrich von Hofmann in Wien an einer Nierenerkrankung. Er hatte testamentarisch seine Beisetzung auf dem neuen Ortsfriedhof in der Hinterbrühl verfügt, wo er eine Gruft angekauft hatte. Er hinterließ ein Vermögen von über 300.000 Fl.